# Stazione di Briançon
La stazione di Briançon è una stazione ferroviaria della linea Veynes-Briançon a servizio del comune omonimo francese, nel dipartimento delle Alte Alpi.
È situata al km 204+048 della linea ferroviaria, ad un'altitudine di 1203 metri.

## Storia
Costruita dalla PLM sulla riva del Durance, fu aperta all'esercizio nel 1884.
Le dimensioni dell'impianto sono notevoli per essere quelle a servizio di una piccola città come Briançon: nei progetti iniziali doveva avere il ruolo di stazione internazionale tra la rete ferroviaria francese e quella italiana, nel caso fosse stato realizzato il tunnel sotto il colle del Monginevro, progetto che non fu mai più realizzato a causa della guerra mondiale. Oggi è stazione terminale della linea proveniente da Veynes.
Nel 1938, le automotrici Decauville ZZP, serie 1-9, del Centre Autorails de Grenoble entrarono in servizio sulla linea delle Alpi.
Nel 1945, la seconda generazione di autotreni Decauville XDC, serie 2101-2110, del Centre Autorails de Grenoble si aggiunsero al quelli della prima. Reimmatricolati nella serie X52101-X52110, ne 1962 assicurarono i collegamenti diretti dall'impianto fino a Grenoble e a Lione e Marsiglia.
Nel 1973, gli X52000-X52100 furono sostituiti dagli X2400 e X2800.
Il 13 luglio del 1975, il centenario della linea Veynes-Briançon fu festeggiato con un treno speciale trainato dalla locomotiva a vapore 141 R 1187, con banda musicale e gli abitanti di Briançon vestiti in abiti d'epoca.

## Strutture ed impianti

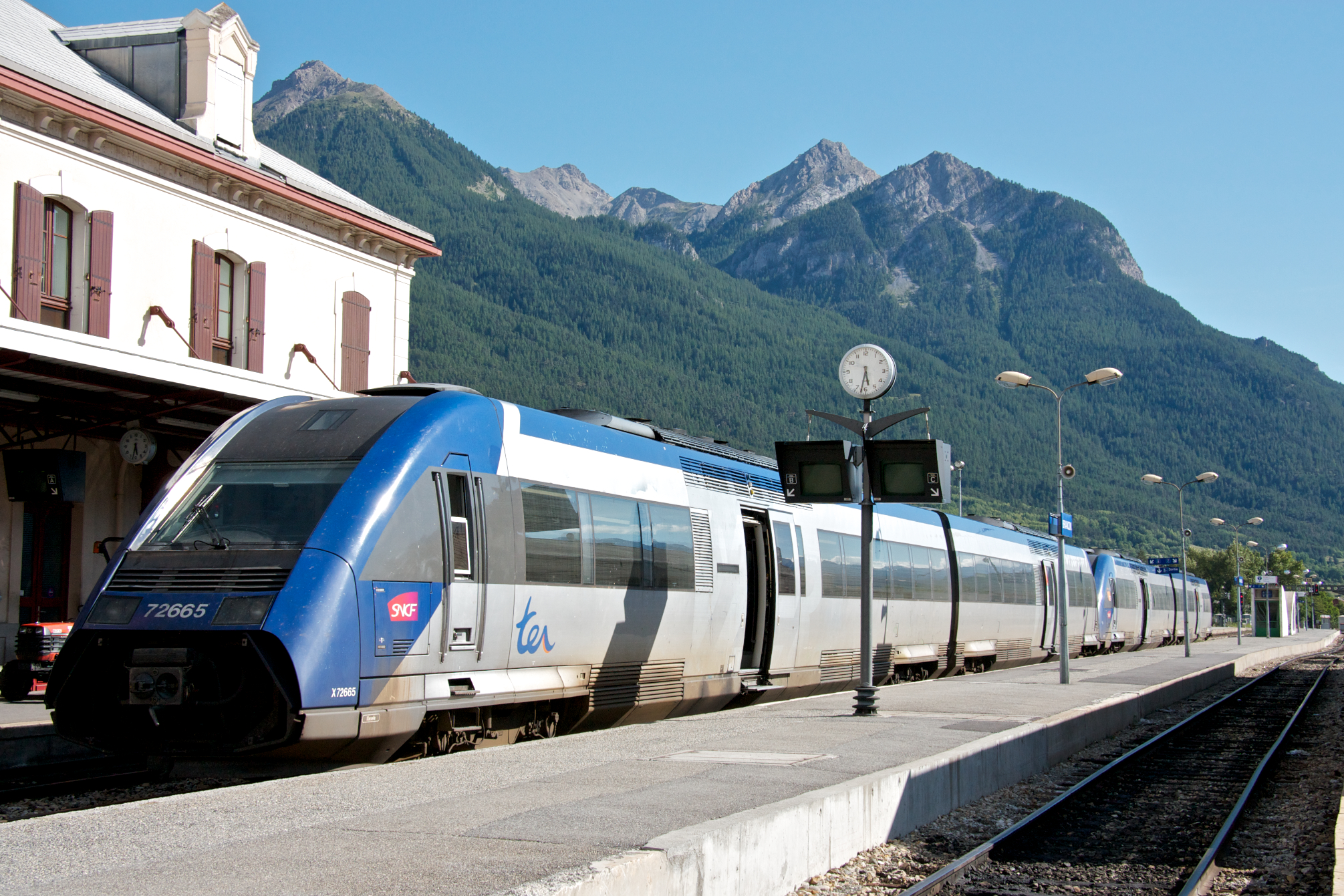
Un treno fermo alla stazione

La stazione è dotata di un deposito per automotrici e locomotive diesel.

## Movimento
La stazione è servita dai treni TER PACA e TER Rhône-Alpes con destinazione Grenoble, Marsiglia Saint-Charles, Lione-Part-Dieu e Romans-Bourg-de-Péage.
Il servizio notturno è curato da Corail Lunéa con destinazione Paris-Austerlitz.